# Münsingen (Szwajcaria)
Münsingen (fr. Munisenges, gsw. Münsige) – miasto i gmina (niem. Einwohnergemeinde) w Szwajcarii, w kantonie Berno, w regionie administracyjnym Bern-Mittelland, w okręgu Bern-Mittelland. 31 grudnia 2022 liczyło 13 045 mieszkańców. 1 stycznia 2013 do miasta przyłączono gminę Trimstein, a 1 stycznia 2017 gminę Tägertschi.

## Współpraca
Miejscowości partnerskie:
- Humpolec, Czechy
- Münsingen, Niemcy

## Transport
Przez teren gminy przebiega autostrada A6 oraz drogi główne nr 6 i nr 228.